# مظفر الحليم
مظفر الحليم ( - 932هـ) حاكم هندي، من سلاطين الهند المشهورين، وهو ابن السلطان محمود شاه. تربى على يد العلماء والمشايخ، كالشيخ المحدِّث مجد الدين الإيجي، وحفظ القرآن، وصار محدِثا فقيها، وقد خلف والده في السلطنة، واشتهر بالتقوى والعفو والتسامح حتى أطلق عليه «السلطان الحليم»، وكان مع ذلك عارفـًا بالموسيقى، ذو اطلاع على العلوم المختلفة في زمانه، كتب مصحفين بيده وأرسلهما إلى الحرمين الشريفين.
استنجد الخلجيون به عندما أغار ملوك الهندوس على مملكتهم فسير جيشا وهزمهم ودخل القلعة التي كانوا قد استولوا عليها. تقدم له السلطان الخلجي يقول له: «الحمد لله الذي بهمتك رأيت بعينى ما كنت أتمناه لأعدائي، والآن لم يبق لي أرب في شئ من الدنيا والسلطان أولى بالمُلك مني»، فرد عليه مظفر الحليم وقال له: «إن أول خطوة خطوتها إلى بلادك كانت في سبيل الله، والثانية كانت لنصرتك، والحمد لله تم لنا النصر، فبارك الله لك في ملكك»، ووعده بأن ينصره ويعينه متى ما احتاجه وأبقى عنده بعض جيوشه لمساعدته.
يروى أنه كان شديد التمسك بالسنة في كل قول وعمل، كثير الذكر للموت، كثير البكاء عند ذكره، محافظا على الوضوء، والصلاة في جماعة، ولم يقرب الخمر قط، كما كان شديد العناية بأحوال رعيته. توفي مظفر الحليم سنة 932هـ.